# Epirhynchites lopatini
Epirhynchites lopatini là một loài bọ cánh cứng trong họ Rhynchitidae. Loài này được Ter-Minassian miêu tả khoa học năm 1968.